# Esgrima artística
Esgrima artística é um desenvolvimento da esgrima para as necessidades do cinema, do teatro e do espectáculo em geral desenvolveu-se uma forma específica de esgrima: a esgrima de espectáculo. Igualmente chamada de "esgrima artística" para englobar as múltiplas possibilidades dessa técnica. É uma disciplina em que não se improvisa.
Destinada a fazer reviver os combates épicos dos esgrimistas e duelistas do passado é uma actividade que exige concentração, método e seriedade na sua prática.

## Professores da modalidade
- Mestre Eugénio Roque - Mestre de armas, credenciado pela Académie d'Armes Internationale(AAI) e pela Federation Internationale D'Escrime (FIE)
- Miguel Andrade Gomes - mestre de armas, campeão mundial de esgrima artística.